# Zimbabwe Cricket
Zimbabwe Cricket (ZC) ist der nationale Dachverband für Cricket in Zimbabwe. Der im Jahr 1898 gegründete Verband hat seinen Sitz im Harare Sports Club in Harare. Der Verband wurde 1898 als Rhodesia Cricket Union (RCU) gegründet und nahm 1992 seinen heutigen Namen an. Er vertritt Simbabwe beim Weltverband International Cricket Council (ICC) als Vollmitglied und beim Kontinentalverband Africa Cricket Association (ACA).

## Geschichte

### Etablierung
Die Gründung des Verbandes Rhodesia Cricket Union (RCU) erfolgte im Jahr 1898. 1980 erfolgte die Umbenennung in Zimbabwe Cricket Union (ZCU) und 1992 nahm der Verband seinen heutigen Namen Zimbabwe Cricket (ZC) an. Am 21. Juli 1981 wurde Simbabwe assoziiertes Mitglied des International Cricket Council (ICC) und am 6. Juli 1992 schließlich Vollmitglied. Die Mannschaft besitzt somit Teststatus, was zur Teilnahme an der angesehensten Stufe des Cricket berechtigt. Der simbabwische Verband war außerdem im Jahr 1997 Gründungsmitglied des Kontinentalverbandes Africa Cricket Association (ACA).

### Finanzielle Probleme
2013/14 verschlechterte sich der finanzielle Zustand von Zimbabwe Cricket zusehends. Der ICC musste einspringen und finanzielle Hilfe leisten, die Verwendung der Geldleistungen wurde jedoch hinterfragt. Simbabwische Spieler drohten mehrmals mit Boykott und gründeten eine Spielergewerkschaft. Die simbabwische Mannschaft tat sich schwer, Sponsoren zu finden, was die heimische Spielstruktur gefährdete und zur Streichung von Turnieren wie der Pro40 führte. Eine Reihe von Zugeständnissen an die Spieler wurden ebenfalls gestrichen. Mehrere Touren wurden verschoben, gekürzt oder nicht ausgetragen.

### Vorübergehende Suspendierung
2019 wurde der simbabwische Verband suspendiert und ein vorläufiger Rat übernahm. Aufgrund politischer Interventionen seitens der Regierung und der Befürchtung, das Zuwendungen an den nationalen Verband stattdessen an die Regierung fließen würden, suspendierte der ICC Simbabwe am 18. Juli 2019 von allen internationalen Turnieren. Die Entscheidung des ICC ließ mehrere Spieler frustriert zurück. Dementsprechend konnte das Team nicht am ICC T20 World Cup Qualifier 2019 teilnehmen (als Ersatz sprang Nigeria ein) und verpasste damit die Teilnahme am ICC T20 World Cup 2021. Zimbabwe Cricket wurde kurz danach von der simbabwischen Regierung wieder eingesetzt, die Suspendierung seitens des ICC bestand jedoch fort. Währenddessen kündigten Solomon Mire und der Kapitän Hamilton Masakadza (unter dem Simbabwe alle 25 ODIs verloren hatte) ihren Rücktritt an. Trotz der Suspendierung bestätigte der Verband, dass die Mannschaft an der geplanten Tri-Nation Series in Bangladesch teilnehmen wird, da man weiterhin Spiele gegen andere Nationalmannschaft absolvieren könne. Im Oktober 2019 hob das ICC die Suspendierung Simbabwes auf, wodurch die Mannschaft wieder für zukünftige ICC-Turniere zugelassen wurde.

## Aufgabe
Zimbabwe Cricket stellt die Simbabwe vertretenen Cricket-Nationalmannschaften, einschließlich der für die Männer, Frauen und Jugend, zusammen. Der Verband ist außerdem verantwortlich für die Durchführung von Test-, ODI- und T20I-Serien gegen andere Nationalmannschaften sowie die Organisation von Heimspielen und -turnieren. Neben der Aufstellung des Teams ist er verantwortlich für den Kartenverkauf, der Gewinnung von Sponsoren und der Vermarktung der Medienrechte.
Daneben organisiert der Verband das Kinder- und Jugend-Cricket in Simbabwe. Wie andere Cricketnationen verfügt Simbabwe über U-19-Nationalmannschaften für Jungen und Mädchen, die an den entsprechenden Weltmeisterschaften (Jungen und Mädchen) teilnehmen. Die zweite Nationalmannschaft Simbabwes ist Zimbabwe A, deren Spiele über First-Class- bzw. List-A-Status verfügen.
Der Verband organisiert auch den nationalen Spielbetrieb. Dies betrifft vor allem den One-Day Cup, den Logan Cup und die Zimbabwe Domestic Twenty20 Competition.
Zimbabwe Cricket richtet auch regelmäßig internationale Turniere aus. So waren sie bereits Gastgeber des Cricket World Cup 2003 (zusammen mit Kenia und Südafrika). Es ist geplant, dass Simbabwe zusammen mit Namibia und Südafrika den Cricket World Cup 2027 austragen wird.

## Logo
Der Spitzname der simbabwischen Cricket-Nationalmannschaft lautet The Chevrons und ist vom zickzackförmigen Fugenmuster an den Mauern der Ruinenstadt Groß-Simbabwe abgeleitet. Das Logo zeigt oben links ein Wicket, oben rechts eine Cricketfeldbegrenzung, unten links einen Cricketball und unten rechts einen Simbabwe-Vogel.